# Ace Sports Group Tennis Classic 2013
L'Ace Sports Group Tennis Classic 2013 è stato un torneo femminile di tennis giocato sulla terra rossa. È stata la 3ª edizione del torneo dell'Ace Sports Group Tennis Classic, che fa parte della categoria ITF 25 K nell'ambito dell'ITF Women's Circuit 2013. Il torneo si è giocato all'Innisbrook Golf Resort and Spa di Innisbrook dal 7 al 13 gennaio 2013 e aveva un montepremi da 25.000 $.

## Partecipanti

### Teste di serie
| Nazionalità | Giocatrice         | Ranking* | Teste di serie |
| ----------- | ------------------ | -------- | -------------- |
| Cina        | Shuai Zhang        | 127      | 1              |
| Argentina   | Florencia Molinero | 220      | 2              |
| Colombia    | Catalina Castaño   | 232      | 3              |
| Italia      | Anna Floris        | 235      | 4              |
| Slovenia    | Petra Rampre       | 240      | 5              |
| Germania    | Anne Schäfer       | 241      | 6              |
| Slovenia    | Tadeja Majerič     | 250      | 7              |
| Germania    | Kristina Barrois   | 255      | 8              |

* Le teste di serie sono basate sul ranking al 31 dicembre 2012

### Altre partecipanti
Le seguenti giocatrici hanno ricevuto una wild card per il tabellone principale:
- Asia Muhammad
- Sachia Vickery
- Elizaveta Iančuk

Le seguenti giocatrici sono passate dalle qualificazioni:

- Laura Thorpe
- Katerina Stewart
- Allie Will
- Lauren Embree
- Jovana Jakšić
- Belinda Bencic
- Hilda Melander
- Ajla Tomljanović

## Campionesse

### Singolare
Tadeja Majerič ha battuto in finale  Ajla Tomljanović con il punteggio di 6–2, 6–3.

### Doppio
Ulrikke Eikeri /  Chieh-Yu Hsu hanno battuto in finale  Florencia Molinero /  Adriana Pérez con il punteggio di 6–3, 6–0.